# Municipio de Center (condado de Clinton, Indiana)
El municipio de Center (en inglés: Center Township) es un municipio ubicado en el condado de Clinton en el estado estadounidense de Indiana. En el año 2010 tenía una población de 17245 habitantes y una densidad poblacional de 322,95 personas por km².

## Geografía
El municipio de Center se encuentra ubicado en las coordenadas 40°16′44″N 86°29′49″O / 40.27889, -86.49694. Según la Oficina del Censo de los Estados Unidos, el municipio tiene una superficie total de 53.4 km², de la cual 53.4 km² corresponden a tierra firme y (0%) 0 km² es agua.

## Demografía
Según el censo de 2010, había 17245 personas residiendo en el municipio de Center. La densidad de población era de 322,95 hab./km². De los 17245 habitantes, el municipio de Center estaba compuesto por el 84.42% blancos, el 0.61% eran afroamericanos, el 0.33% eran amerindios, el 0.19% eran asiáticos, el 0.01% eran isleños del Pacífico, el 12.64% eran de otras razas y el 1.81% pertenecían a dos o más razas. Del total de la población el 24.13% eran hispanos o latinos de cualquier raza.